# Bernardino Rivadavia
Bernardino de la Trinidad Gónzalez Rivadavia y Rivadavia (né à Buenos Aires, le 20 mai 1780 - mort à Cadix, Espagne, le 2 septembre 1845), est un homme politique argentin, qui exerça le premier la présidence de la Nation argentine entre le 8 février 1826 et le 9 août 1827 en tant que président des Provinces-Unies du Rio de la Plata.

## Biographie

### Début de carrière
Rivadavia fut d'abord Secrétaire à la Guerre du premier triumvirat et ministre du gouvernement de la province de Buenos Aires. Le congrès national se réunit à Tucumán et commença ses sessions le 24 mars 1816. Presque toutes les provinces y participèrent. Il procéda à l'élection d'un Directeur Suprême capable de maintenir l'ordre et d'établir l'autorité centrale. Il fallait un homme qui soit appuyé tant par Buenos Aires que par les provinces de l'intérieur. On élit pour cela Juan Martín de Pueyrredón qui était apprécié de tous. Un autre objectif important était de consolider l'unité nationale du pays. On décida donc l'intervention de l'armée là où se manifestaient des mouvements localistes.
Finalement, la Déclaration d'Indépendance face aux rois d'Espagne et à la métropole, fut votée publiquement le 9 juillet 1816. Deux positions s'affrontaient dans toute l'Amérique espagnole concernant l'administration des territoires libérés : la position américaniste et la position localiste.
La position américaniste proposait l'union des peuples d'Amérique hispanique. Il fallait unir les forces afin de terminer les guerres d'indépendance et organiser un système stable qui garantisse l'union. La position localiste défendait l'autonomie des régions, craignant qu'une union qui regrouperait tant de pays et de terres retarderait la récupération de la prospérité locale. Ils redoutaient surtout de perdre du pouvoir avec cette intégration. Bernardino Rivadavia était un des principaux représentants des localistes.
Le problème de la forme de gouvernement se posait aussi. Parmi les différentes options, un groupe de partisans de la monarchie constitutionnelle s'était constitué, considérant que ce système stable garantirait l'ordre et les droits de l'homme. Belgrano proposa une monarchie ayant à sa tête un descendant d'Inca. Ce projet fut bien reçu par les représentants du Haut Pérou et des villes du nord. Il avait l'appui de José de San Martín et de Martín Miguel de Güemes. Mais les hommes de Buenos Aires s'y opposèrent, craignant d'y perdre leur position hégémonique. Ils proposèrent d'offrir la couronne à un prince européen. Tandis que Tomás de Anchorena, député de Buenos Aires, défendait une république fédérale.
Au début de 1817, le congrès se transféra dans la capitale et remit la résolution de ce problème à plus tard, les idées monarchistes perdurèrent au sein du congrès.

### L'ascension
En 1821, Martín Rodríguez, tout nouveau gouverneur de la province de Buenos Aires, nomma Rivadavia à la charge de ministre des Relations Extérieures des Provinces-Unies du Río de la Plata. En mai 1824, Juan Gregorio Las Heras nouvellement élu gouverneur offrit à Rivadavia de continuer sa charge, mais il refusa pour se rendre à Londres.
Il persuada le gouvernement de la province d'autoriser un emprunt d'un million de livres pour effectuer des travaux publics (modernisation du port de Buenos Aires) qui ne furent jamais effectués. Les titres provinciaux furent vendus à Londres par la Baring Brothers Bank, et par des agents de change locaux et britanniques installés à Buenos Aires.
Ce fut la plus mauvaise affaire que l'on puisse imaginer, et constitua le début de l'endettement extérieur du pays. Du million original, le gouvernement de Buenos Aires n'en reçut jamais que 552.700. L'argent récolté fut prêté à son tour à des hommes d'affaires qui ne le remboursèrent jamais.
En 1825, la dette de la province fut transférée à la nation et son remboursement final n'intervint qu'en 1904, c’est-à-dire que cette affaire empoisonna tout le XIXe siècle argentin.

### La présidence

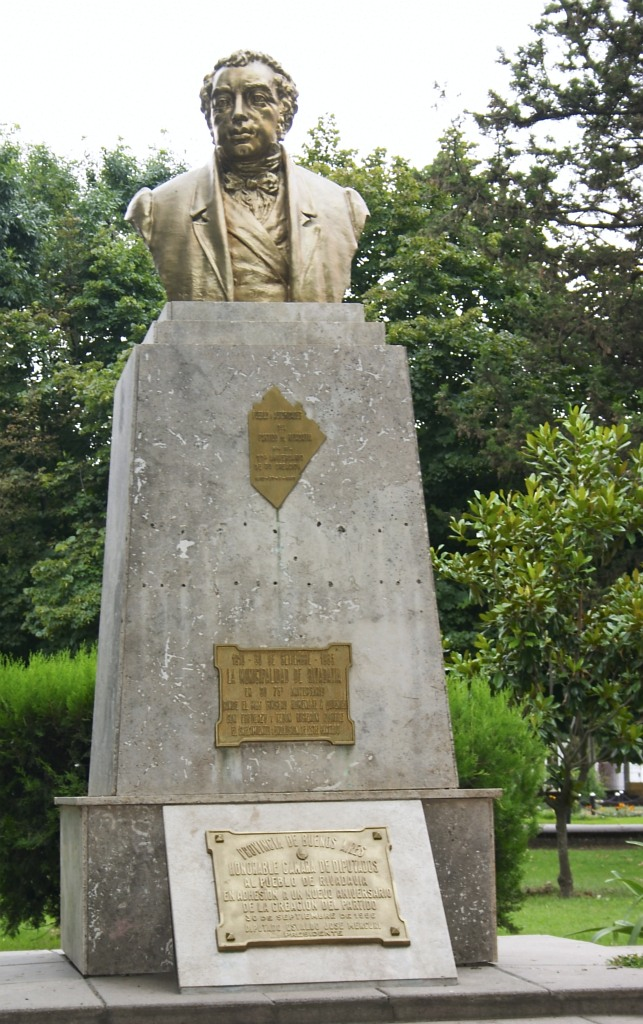
Buste de Bernardino Rivadavia dans la ville de América, dans la province de Buenos Aires

Élu par le Congrès en 1826, il dut affronter la guerre avec l'empire du Brésil, qui avait avalé la Banda oriental ou Uruguay actuel et renommé Province cisplatine par les Brésiliens. Une insurrection antibrésilienne s'y était déclenchée en avril 1825 (qui demanda et obtint son incorporation dans les Provinces-Unies du Río de la Plata). Simultanément, il dut faire face à la forte opposition des caudillos fédéralistes des provinces de l'intérieur, opposés à sa politique centraliste et unitaire.
Le rejet massif de la part des provinces de la constitution unitaire de 1826 et l'état de guerre civile qui se déclara dans le pays, joint au scandale lié à la Mission García au Brésil (qui revenait à livrer la Province orientale en échange de la paix), le forcèrent à démissionner en juin 1827.
En 1829 Rivadavia partit vers l'Espagne, d'où il revint en Argentine en 1834. Mais le gouverneur de Buenos Aires de l'époque, Juan José Viamonte lui interdit de débarquer. Il s'établit dès lors à Mercedes (en Uruguay) puis à Colonia del Sacramento (toujours en Uruguay). Enfin, après un séjour au Brésil il retourna définitivement en Espagne à la fin de l'année 1842.
Il mourut dans la ville andalouse de Cadix le 2 septembre 1845. Dans son testament il demandait que ses restes ne soient pas enterrés à Buenos Aires et encore moins à 
Montevideo. Malgré cela, sa dépouille fut rapatriée en 1857 et repose actuellement dans un mausolée le la Plaza Miserere dans la ville de Buenos Aires depuis l'année 1932.